# Ortografia
L'ortografia, dal greco ὀρθογραϕία (οῤθός (orthós) = retto, corretto + γραϕία (graphía) = grafia, concettualmente traducibile "grafia corretta") è la parte della grammatica costituita dall'insieme delle norme che regolano il modo corretto di scrivere secondo il sistema di scrittura di una data lingua. 
In grafemica, il termine "sistema di scrittura" è preferito a "ortografia".

## Origine del termine
Il termine deriva dal greco ὀρθός (orthós), "corretto" e γραφή (graphḗ), "scrittura"; nell'accezione odierna, esso si riferisce a sillabazione, punteggiatura, ecc.

## In altre lingue
L'ortografia portoghese non è strettamente fonemica. Ha a che fare con l'espansione del portoghese e con la nascita di numerose varianti regionali e dialettali. Nel 2009 fu lanciata la riforma globale della lingua portoghese per eliminare il 98% delle discrepanze ortografiche tra vari paesi.
L'ortografia inglese è caratterizzata da un elevato livello di standardizzazione. Comunque, esistono alcune modalità di scrivere quasi ogni fonema, e anche la maggior parte delle lettere si possono pronunciare in alcuni modi a seconda della loro posizione nella parola e del contesto. Ecco perché certi errori ortografici sono diffusi pure tra i parlanti nativi. La causa è principalmente il gran numero delle parole che sono dei prestiti da altre lingue e i mancati tentativi di intraprendere una riforma ortografica generale. La maggior parte delle regole ortografiche non corrispondono ai cambiamenti fonetici che sono occorsi a partire dalla fine del XVI secolo (ad esempio, il Grande spostamento vocalico).
L'ortografia islandese è basata sul principio etimologico, perciò gli islandesi stessi hanno certe difficoltà con la scrittura. L'alfabeto islandese moderno si basa sullo standard introdotto dal filologo danese Rasmus Rask.
I principi fondamentali dell'ortografia spagnola sono il principio fonologico e quello etimologico. Esistono dunque alcune lettere che definiscono dei fonemi uguali. A partire dal XVII secolo si proponevano diverse varianti della riforma ortografica che avrebbe creato una corrispondenza univoca tra il grafema e il fonema ma furono respinte tutte. Oggi la maggior parte delle proposte di svolgere una riforma ortografica non prevedono che l'eliminazione degli omofoni che persistono per motivi etimologici.